# Natali Fortier
Pour les articles homonymes, voir Fortier.
Natali Fortier, née à Houston, aux États-Unis, est une illustratrice à double nationalité canadienne et française.

## Biographie
Elle a étudié à l'Atelier Saint-Jacques à Québec, puis à l'Academy of Art de San Francisco et enfin à l’École Nationale Supérieure des Beaux-Arts de Paris.
Elle réalise fréquemment des expositions autant personnelles qu'en groupe, en France et à l'étranger[réf. nécessaire].
Elle a participé à une trentaine de titres, d'abord en tant qu'illustratrice, puis, à partir de 2004, comme auteur-illustratrice.
J'aime, écrit par Minne et illustré par Natali Fortier (Albin Michel, 2003) a reçu une mention d'honneur au Festival international de Bologne en 2004.
Son premier livre en tant qu'auteur-illustratrice, Lili Plume a été récompensé par le prix Octogones et le prix Goncourt Jeunesse.

## Ouvrages
- Six cailloux blancs sur un fil, Albin Michel jeunesse , 1997   (ISBN 9782226090041)
- Contes et légendes autour de la méditerranée numéro 20, avec Claire Derouin , Nathan (maison d'édition), 1998  (ISBN 9782092822395)
- Merci, avec Olivier Douzou ,Éditions du Rouergue , 2000  (ISBN 9782841562398)
- Va t'en , avec Olivier Douzou , Rouergue , 2000  (ISBN 9782841562503)
- Les doigts dans le nez , de François David , illustration Natali Fortier , Nathan , 2001  (ISBN 9782092750759)
- Doigts niais, avec Olivier Douzou , éditions du Rouergue , 2001  (ISBN 9782841562886)
- Guillaume restera , de Arnaud Alméras , illustration Natali Fortier , Nathan , 2002   (ISBN 9782092750896)
- Moi et ma cheminée , avec herman Melville , éditions L'ampoule , 2003  (ISBN 9782848040080)
- Poésies , comptines et chansons pour le soir , Gallimard Jeunesse , 2003   (ISBN 978-2070553693)
- Violette , avec Paule du Bouchet , Gallimard jeunesse , 2003  (ISBN 9782070556243)
- Lili plume , Albin Michel , 2004  (ISBN 9782226153135)
- J'aime , avec Véronique M Le Normand , Albin Michel jeunesse , 2004   (ISBN 9782226141026)
- Le hareng saur , avec Charles Cros , Rue du monde, 2004  (ISBN 9782912084941)
- Quartiers d'orange , de Françoise Legendre , illustration Natali Fortier , Éditions Thierry Magnier , 2005  (ISBN 9782844203632)
- Mathurin, Albin Michel jeunesse , 2006  (ISBN 9782226170743)
- Entre deux rives : Aveyron Noël 43 , de Cécile Roumiguière , illustration Natali Fortier , Gautier-Languereau , 2006   (ISBN 9782013912549)
- J'aime l' été ... , avec Véronique M Le Normand ,Albin Michel jeunesse , 2006  (ISBN 9782226170712)
- Graines de petits monstres , Albin Michel jeunesse , 2007   (ISBN 9782226177780)
- Sur la pointe des pieds , L'atelier du poisson soluble , 2008  (ISBN 9782913741652)
- Zoo , L'art à la page , 2008  (ISBN 9782910915131)
- Des mots pleins les poches, avec Colette Jacob , Gautier-Languereau , 2008  (ISBN 9782013914925)
- Cinq histoires de Basile, avec Minne , Les 400 coups (maison d'édition), 2009  (ISBN 9782845960978)
- Mon beau soleil , Albin Michel jeunesse , 2010  (ISBN 9782226193605)
- Démasquez , L'art à la page , 2011  (ISBN 9782910915216)
- Contes à bascule , L'art à la page , 2011  (ISBN 9782910915209)
- Plupk , de Olivier Douzou , illustration Natali Fortier , Rouergue , 2012  (ISBN 9782812603310)
- La folle journée du colibri , Albin Michel , 2013  (ISBN 9782226247490)
- Reviens , avec Olivier Douzou , Rouergue , 2013  (ISBN 9782812605215)
- Marcel et Gisèle , Rouergue , 2015  (ISBN 9782812609374)
- D'une rive à l'autre , de Cécile Roumiguière , illustration Natali Fortier , A pas de loups , 2016   (ISBN 9782930787244)
- L'amour ça vaut le détour , Albin Michel jeunesse , 2016  (ISBN 9782226329332)
- 1,2,3, volez , Éditions Albin Michel , 2019  (ISBN 9782226442956)
- Forêt noire, Rouergue , 2019  (ISBN 9782812618772)
- Pas l'ombre d'un loup, avec Olivier Douzou , Éditions du Rouergue, 2021  (ISBN 9782812621826)
- Pourvu que l'on danse comme un jour de chance, Rouergue , 2022  (ISBN 9782812623059)
- Histoires de Lou, avec Olivier Douzou ,Rouergue , 2023  (ISBN 9782812625077)